# Sopwith Camel
Die Sopwith F.1 Camel teilt sich mit der Royal Aircraft Factory S.E.5 den Ruf, das erfolgreichste britische Jagdflugzeug des Ersten Weltkrieges gewesen zu sein. Mit ihr gelang alliierten Piloten der Abschuss von 1294 Flugzeugen der Mittelmächte.

## Entwicklung
Die Sopwith Camel, offiziell als Sopwith Biplane F.1 bezeichnet, wurde von der Sopwith Aviation Company aus der Sopwith Pup und der Sopwith Triplane zum Doppel-MG-tragenden Jagdflugzeug entwickelt und zeigte mit seiner zweckmäßigen wie kompakten Linienführung deutlich sichtbar die Handschrift von Testpilot und Chefingenieur Harry Hawker.

### Konstruktion
Der Rumpf des einstieligen Doppeldeckers war in Holzrahmenbauweise ausgeführt, im vorderen Bereich bei Motor und Waffenanlage mit Metall verkleidet, um und hinter dem Cockpit mit Sperrholz beplankt und dahinter bis zum Heck mit Stoff bespannt. Die Tragflächen waren entlang von zwei Längsholmen ebenfalls in Holzrahmenbauweise mit Stoffbespannung ausgeführt und mit Querrudern ausgestattet. Die untere Tragfläche wurde im Neigungswinkel von +5° nach oben an den Rumpf angesetzt, wobei auf Anraten von Werksleiter Fred Sigrist die obere Tragfläche in einem Teil gerade angefertigt wurde, um die Produktion zu vereinfachen. Diese Eigenart trug ebenso zum bucklig-kompakten Erscheinungsbild der Maschine bei wie die höckerartige Verkleidung der beiden Maschinengewehre, was dem Flugzeug den später auch offiziell verwendeten Namen „Camel“ gab. Das Heckleitwerk war in verspannter Normalbauweise aus Holz und Leinen konstruiert und glich in verkleinerter Form dem der Sopwith Pup, allerdings ohne dessen während des Fluges trimmbares Höhenleitwerk. Das Flugzeug besaß ein starres Fahrwerk mit durchgehender Achse und einen Hecksporn. Als Bewaffnung dienten zwei 7,7-mm-Vickers-Maschinengewehre, die mit dem Motor durch ein Sopwith-Kauper- oder Constantinescu-Synchronisationsgetriebe gekoppelt waren, um den Propellerkreis unbeschadet durchschießen zu können.

### Prototypen
Der Erstflug des von einem 110 PS (81 kW) Le-Rhône-Umlaufmotor angetriebenen Prototyps mit der offiziellen Bezeichnung Sopwith Biplane F.1 fand am 22. Dezember 1916 statt. Um eine möglichst rasche Erprobung zu ermöglichen, baute Sopwith im Vertrauen auf weitere Bestellungen die drei weitere Prototypen F.1/1, F.1/2 und F.1/3. Die Admiralität orderte tatsächlich alle vier Prototypen. Der erste, vermutlich zur Erprobung an die französischen Militärbehörden abgegeben, ging im Mai 1917 durch eine Bruchlandung verloren. Die anderen wurden unter den Nummern N517, N518 und B381 vom Royal Naval Air Service (RNAS) vereinnahmt und, womöglich um späteren Lieferengpässen vorzubeugen, mit verschiedenen Motorversionen versehen. N517 ging am 26. Februar 1917 mit von dem aus Frankreich importierten 130 PS (96 kW) Clerget-9B-Umlaufmotor in Brooklands in die Erprobung und wurde noch im März 1917 an das Royal Naval Air Service (RNAS)-Depot nach Dünkirchen weitergegeben, wo nacheinander Kampfflieger der RNAS-Squadrons 8, 9 und 12 die Maschine testeten.
Parallel erfolgte ab dem 2. März 1917 auch die Erprobung von B381 durch Piloten der Squadrons 60 und 70 des Royal Flying Corps (RFC) beim No.1 Aircraft Depot in Saint-Omer. N518 wurde mit dem neuen Bentley A.R.1 (=„Admiral Rotary“)-Motor mit neun Aluminium-Zylindern ab Mai 1917 erprobt und noch bis 1918 für das Austesten zahlreicher anderer Modifikationen verwendet. Ein dritter Prototyp, vermutlich B381, wurde im Juli 1917 ebenfalls mit dem 130 PS (96 kW) Clerget-Motor in Martlesham getestet. Hinzu kam als weiterer Prototyp eine 4F.1 „Sopwith Taper Wing Camel“ mit in der Mitte verbreiterten und nach außen verjüngt zulaufenden Tragflächen und auf jeder Seite mit einer einzelnen breiten Strebe sowie einem ebenfalls durch breitere Verstrebung versehenem Fahrwerk versehen. Dieser Typ zeigte bei seiner ebenfalls Ende Mai 1917 beginnenden Erprobung in Martlesham Heath statt irgendwelcher Verbesserungen nur eine höhere Landegeschwindigkeit und eine schlechtere Manövrierfähigkeit.
Generell sprachen sich Piloten und Testberichte unisono für den neuen Flugzeugtyp aus, einige empfahlen in der oberen Tragfläche wie bei der Sopwith Pup einen Sichtausschnitt einzulassen oder warnten aufgrund der Metallverkleidung vor der schwierigen Beseitigung von MG-Ladehemmungen.
Im Januar 1917 hatte das RNAS zusätzlich die beiden Prototypen N4 mit Schwimmern und N5 mit Radfahrgestell und dem 130 PS (96 kW) Clerget-9B-Motor bestellt. Diese waren als Marine-Version unter der Bezeichnung 2F.1 zur Ablösung der mit Schwimmern versehenen Sopwith Baby vorgesehen, besaßen eine 33 cm kürzere Spannweite, Innenstreben aus Stahl, ein nach links versetztes Vickers-MG sowie ein auf der oberen Tragfläche montiertes 7,7-mm-Lewis-MG und wurden vom 130 PS (96 kW) Clerget-9B-Motor angetrieben. Die Wasserflugzeugversion N4 wurde bald verworfen, und auch N5, die ab dem 27. März 1917 auf der Isle of Grain erprobt wurde, machte zunächst nur einen wenig vorteilhaften Eindruck. Das Flugzeug wurde jedoch dringend zur Luftschiffbekämpfung benötigt und dazu im Juni 1917 versuchsweise mit an den Streben angebrachten Le-Prieur-Raketen versehen.

## Produktion

### Serienfertigung
Der RNAS orderte bei Sopwith die Camel mit 150 PS (110 kW) Bentley BR1- oder 130 PS (96 kW) Clerget-9Z-Motor, das RFC bestellte sie dagegen mit 130 PS (96 kW) Clerget- sowie dem 110 PS (81 kW) Le-Rhône-9J-Motor.
Ab Mai beginnend liefen dem RNAS-Depot in Dünkirchen bis zum 12. Juni 1917 bereits 41 Sopwith Camel zu. Im September 1917 bestellte die Admiralität zudem die ersten 50 Exemplare der bezeichnenderweise „Ship-Camel“ genannten Sopwith 2F.1 mit 150 PS (110 kW) Bentley BR1-Motor.
Die eilige Aufnahme der Serienproduktion hatte auch ihre Kehrseite: Der RNAS reklamierte Fertigungsmängel, die sich in zu geringer Steigfähigkeit oder fehlerhafte Motorenaufhängung zeigten. Das RFC, das Ende Juli 1917 die ersten 15 aus einer Serie von 250 bei Ruston, Proctor & Co. bestellten Sopwith Camel übernommen hatte, beklagte, dass vor allem die gelieferten Clerget-Motoren wesentlich schlechtere Leistungen zeigten als der bei den Erprobungen vorgestellte Prototyp. In Martlesham vorgenommene Untersuchungen bestätigten, dass die aufgrund von Lieferengpässen in England nachgebauten Clerget-Motoren von deutlich schlechterer Qualität als die französischen Originalmotoren waren und daher mit zunehmender Betriebszeit wesentlich an Leistung einbüßten. Hinzu kam das bei diesem Motortyp gelegentliche Versagen des Sopwith-Kauper-Synchronisationsgetriebes. Aufgrund andauernder Beschwerden seiner Camel-Squadrons 3, 43 und 70 ersuchte der Befehlshaber des RFC Generalmajor Trenchard den Direktor für Aeronautical Equipment (DAE) schließlich, so viele Camel wie möglich mit dem ursprünglichen Motor zu liefern, die No. 80 Squadron, die im Januar 1918 an die Front in Frankreich verlegen sollte, ausschließlich mit Le-Rhône-Camels auszurüsten und auch die drei bereits eingesetzten Squadrons umzurüsten. Auch die bei der Bedienung der Waffenanlage befürchteten Probleme bewahrheiteten sich: Aufgrund des Platzmangels zwischen Motor und Cockpit waren die beiden Vickers-MG nur eine gute Handbreite nebeneinander platziert, was Probleme bei der von der rechts erfolgenden MG-Gurtzufuhr, beim Patronenauswurf sowie bei der Beseitigung von Ladehemmungen nach sich zog. Abhilfe schuf erst, als Ende 1917 das linke MG auch auf Munitionszufuhr von links umgestellt wurde. Der DAE veranlasste, dass für das RFC nur noch 110 PS (81 kW) Le Rhône- oder neuere 140 PS (103 kW) Clerget-9Bf-Motoren eingebaut wurden und ließ dem No.1 Aircraft Depot im April 1918 Ersatzteilsätze zum Austausch Clerget gegen Le-Rhône bereitstellen. Allerdings blieb es dabei, dass die englischen Le-Rhône-Nachbauten mit dem mechanischen Sopwith-Kauper-Synchronisationsgetriebe deutlich schlechter als die französischen Original-Le-Rhône-Motoren mit dem hydraulisch-gesteuerten Constantinescu-Getriebe ausfielen, und so beantragte der Befehlshaber der Royal Air Force (RAF) im September 1918, die Camels mit dieser Motorkonstellation zu liefern. Darüber hinaus mehrten sich Verschleißprobleme beim Fahrgestell: Innerhalb von zehn Wochen im Frühjahr 1918 meldeten neun Squadrons insgesamt 340 mal Brüche des Hecksporns, was den Austausch der aus dreilagig verleimtem Sperrholz gefertigten Hecksporne durch solche aus Eschenholz erforderte. Außerdem kam es immer wieder zum Verlust des mit einer Schraube befestigten rechten Rades, da sich diese mit der Rollrichtung selbständig lockern und lösen konnte, bis dieses Problem im Mai 1918 durch den Ersatz mit einer gegenläufigen Schraube abgestellt wurde. Gegen Kriegsende nahmen schließlich die Brüche von Fahrwerksstreben zu. Eine vielfach angemahnte Verbesserung kam nicht mehr zum Zuge: Der Ersatz des zu kleinen Seitenruders durch ein größeres mit mehr Steuerwirkung befand sich im Herbst 1918 erst in der Erprobung, als die ersten Camel bereits durch das Nachfolgemodell Sopwith Snipe ersetzt wurden. Im August 1919 wurde die Camel endgültig als veraltet erklärt und ausgesondert.
Die aufgeführten Nachbesserungen erklären sich aber auch dadurch, dass die Sopwith Camel unter Hochdruck gefertigt wurde und nach der SPAD S.XIII das meistgebaute Jagdflugzeug des Ersten Weltkriegs war: Zwischen Mai und September 1917 wurden 3450 Flugzeuge und bis Kriegsende 5490 Stück ausgeliefert, wovon bei Kriegsende noch 2549 bei der RAF im Einsatz waren. Ob in diesen Zahlen auch die 340 Flugzeuge der Marine-Version Sopwith Camel 2F.1 enthalten sind, ist nicht bekannt.

### Hersteller
Die Bestellungen für die Sopwith F.1 Camel wurden auf acht englische Hersteller verteilt:
- Ruston, Proctor & Co, Lincoln, der bereits als Lieferant der Sopwith 1½ Strutter Erfahrungen gesammelt hatte, lieferte über 1.500 Stück und damit über 40 % aller gebauten Camels. Die Firma erreichte im Mai 1918 ihren höchsten Output mit 128 Stück, stellte aber danach ihre Produktion auf die Sopwith Snipe um.
- Boulton & Paul Ltd., Norwich lieferte knapp 1500 Camels.
- Danach folgte die Sopwith Aviation Company, Kingston-upon-Thames mit etwa 14 % der gesamten Stückzahl, etwa ebenso viel wie
- Clayton & Shuttleworth, Lincoln mit 600 Bestellungen.
- Danach folgten die British Nieuport and General Aircraft Ltd., Cricklewood mit 400 Flugzeugen,
- Portholme Aerodrome Ltd., Huntingdon mit 400 Flugzeugen,
- Hooper & Co. Ltd., London mit 330 Flugzeugen,
- und die British Caudron Co. Ltd, Cricklewood mit 100 Flugzeugen.

Bei diesen Zahlen ist jedoch zu berücksichtigen, dass nur ein Teil der bestellten Flugzeuge tatsächlich geliefert wurde.
Die Herstellung der Sopwith 2F.1 Ship-Camel erfolgte bei:
- Beardmore & Co, Glasgow mit 150 Flugzeugen,
- Arrol-Johnston Ltd., Glasgow mit 40 Flugzeugen,
- Hooper & Co Ltd., London mit 50 Flugzeugen,
- Peglers Ltd., Retford, mit 50 Flugzeugen
- Clayton & Shuttleworth, Lincoln, mit 50 Flugzeugen.

Ein Vertrag mit Fairey über die Lieferung von 100 Flugzeugen wurde im September 1918 aufgelöst, und die geplante Lieferung von 30 Flugzeugen durch Frederic Sage & Co. Ltd., Peterborough kam nicht zur Ausführung.

### Varianten
Motorvarianten:
- Clerget 9Z Umlaufmotor mit 110 PS (81 kW) – Standardausführung und mit Sopwith-Kauper-Synchronisationsgetriebe
- Clerget 9B Umlaufmotor mit 130 PS (96 kW) – Standardausführung
- Clerget 9Bf Umlaufmotor mit 140 PS (103 kW) – Standardausführung
- Bentley BR1 Umlaufmotor mit 150 PS (110 kW) – Standardausführung (nur RNAS)
- Le Rhône 9J Umlaufmotor mit 110 PS (81 kW) und mit hydraulischem Constantinescu-Synchronisationsgetriebe
- Gnome Monosoupape 9B-2 Umlaufmotor mit 100 PS (74 kW)
- Gnome Monosoupape 9N Umlaufmotor mit 160 PS (118 kW)
- Gnome Monosoupape 9R Umlaufmotor mit 170 PS (125 kW)

Flugzeugvarianten:
- Sopwith F.1 Camel – Standardausführung mit zwei synchronisierten Vickers-MGs
- Sopwith 2F.1 Camel – RNAS-Ausführung mit einem synchronisierten Vickers-MGs und einem auf der oberen Tragfläche angebrachten Lewis-MG sowie abklappbarem Heck.[8]
- Sopwith Camel Nachtjäger mit nach hinten versetztem Cockpit, davor auf Foster-Lafette in der Mitte der oberen Tragfläche montiertem Doppel-Lewis-MG mit Flammendämpfern, um den Piloten durch das Mündungsfeuer der MGs nicht zu blenden, Visierbeleuchtung, Signalraketen und Positionslichtern.[9]
- Sopwith Camel Comic-Fighter – Nachjägerversion mit zwei synchronisierten Vickers-MGs und einem auf der oberen Tragfläche angebrachten Lewis-MG
- Sopwith Camel T.F.1 Trench-Fighter – Umbau der Sopwith Camel B9278 mit 110 PS (81 kW) Le Rhône 9J Umlaufmotor zum einsitzigen gepanzerten Erdkampfflugzeug mit drei Lewis-MGs[10]; führte zur Weiterentwicklung als Sopwith T.F.2 Salamander, von der bis Kriegsende 102 gebaut, von der RAF 37 übernommen aber nur noch zwei nach Frankreich geliefert wurden.
- Sopwith Camel Trainer – unbewaffnetes zweisitziges Schulflugzeug mit 100 PS (74 kW) Gnome-Monosoupape-Motor
- Sopwith Scooter Schirmeindecker-Prototyp, Juni 1918
- Sopwith Swallow Schirmeindecker-Prototyp, Oktober 1918

## Einsatz

### Flugeigenschaften
Die Konzentration von Motor, Bewaffnung, Cockpit und Kraftstofftank nahe am Schwerpunkt machte die Camel zu einem extrem wendigen Flugzeug, das in der Hand eines erfahrenen Piloten auf nahe Distanz im engen Kurvenflug allen gegnerischen Jagdflugzeugen, außer vielleicht der Fokker Dr.I, überlegen war. Ihr Flugverhalten verlangte jedoch viel Geschick, da sich die Maschine aufgrund ihrer geringen Spannweite unterschiedlich verhielt, je nachdem ob sie entsprechend der Rotationsrichtung des schweren Umlaufmotors beim Kurven rechtsherum nach unten drückte oder gegenläufig linksherum in noch engerem Kurvenflug nach oben steuerte. Anders als bei der Pup oder der Triplane kannten konnte die Trimmung des Höhenleitwerks der als hecklastig geltenden Maschine während des Fluges durch den Piloten nicht nachjustiert werden, sondern erforderte ständiges Gegensteuern. Das Flugzeug war also nicht leicht zu beherrschen und drohte im Extremfall abzugleiten und ins Trudeln zu geraten, was besonders gefährlich war, wenn es beim Clerget-Motor nach dem Start in etwa 60 Meter Höhe zu dessen typischem Motoraussetzer kam und der Flugschüler, vom plötzlichen Strömungsabriss überrascht, das Flugzeug zum Absturz brachte. Da nicht nur Anfänger, sondern auch erfahrene, vom gutmütigen Flugverhalten der Pup oder der Avro 504 bisher verwöhnte Piloten damit nur schwer zurechtkamen, waren die Verluste bei der Ausbildung höher als im Kampf. Die Flugschulen behalfen sich, indem sie Clergets durch Monosoupape-Motoren ersetzten, oder indem sie behelfsmäßig einige Camel zu zweisitzigen Schulflugzeugen umbauten, bei denen ein Trainer mitfliegen und notfalls die Kontrolle übernehmen konnte. Dazu ersetzten sie bei einigen Camel den 30 Liter fassenden Benzintank hinter dem Cockpit durch einen kleineren Tank unter dem Pilotensitz und bauten stattdessen ein zweites mit Doppelsteuer versehenes Cockpit ein.

### Jagdflugzeug
Die ersten Flugzeuge wurden am 7. Mai 1917 an das RNAS übergeben und an die No. 4 Squadron des RNAS unter Führung von Squadron Commander B.L. Huskisson in Bray Dunes an der Kanalküste ausgeliefert. Fünf Camels dieser Squadron stellten am 4. Juli 1917 eine Formation von 16 Gotha-Bombern auf deren Rückflug vom Bombenangriff auf Harwich. Etwa 50 km nordwestlich Ostende gelang es den Jagdfliegern, eine Gotha zu Absturz bringen und eine zweite zur Landung zu zwingen. Der No. 4 folgten bis Ende Juli die RNAS-Squadrons 3, 6 und 9, die ihre Triplanes gegen Camels eintauschten. Die „Naval 8“ tauschte ihre Dreidecker zwischen Juli und September ein, die No. 10 behielt ihre Triplanes noch bis in den August. Auch die in Liettres stationierte No. 70 Squadron, RFC erhielt ihre Camel im Juli 1917, gefolgt von der No. 45 Squadron, die bis zu 1. September vollständig mit der Camel ausgestattet wurde, danach die No. 43 Squadron zum 3. Oktober 1917 und die No. 28, die vollständig mit diesem Typ ausgerüstet war am 8. Oktober 1917 in den Einsatz ging. Ab Februar 1918 wurde die Zahl der Flugzeuge in den Squadrons von achtzehn auf vierundzwanzig erhöht, und so verfügten am 21. März 1918, dem Beginn der deutschen Frühjahrsoffensive 1918, bereits sieben Squadrons über je vierundzwanzig Maschinen, plus einer für den Staffelkommandanten.
Ende 1917 waren die Camels bereits bei neun RFC- und sechs RNAS-Staffeln in Frankreich, zwei RFC-Staffeln in Italien und den Squadrons 44, 80, 81 und 89 der Home Defence in England im Einsatz.
Die mit Camel ausgerüsteten Squadrons 28, 66, 139 und 225 kämpften 1918 an der italienischen Front, u. a. als Begleitschutz für Bomber, die die Adria überquerten, um Ziele in Albanien anzugreifen. Dabei zeichnete sich Lieutenant Alan Jerrard von der No. 66 Squadron, RFC aus: Als er am 13. März 1918 mit zwei Kameraden den österreichischen Flugplatz Mansuè angriff, geriet Jerrad in einen Luftkampf mit 19 feindlichen Jägern und schoss zwei ab, um seinen beiden Kameraden die sichere Flucht zu ermöglichen. Jerrard wurde vom österreichischen Jagdflieger Benno Fiala von Fernbrugg von der Flik 51/J abgeschossen und geriet in Gefangenschaft. Für seine Tapferkeit und seinen Opfermut wurde Jerrad als einziger Pilot einer Camel am 1. Mai 1918 mit dem Victoria-Kreuz ausgezeichnet.
Großes Aufsehen erreichte der Luftkampf, bei dem der kanadische Flieger und Führer der No. 206 Squadron der RFA, Captain Arthur Roy Brown mit seiner Sopwith Camel den erfolgreichsten Jagdflieger des Krieges und Führer des deutschen Jagdgeschwaders I, Rittmeister Manfred von Richthofen in dessen legendären roten Dreidecker bezwang.
Die Namen zahlreicher weiterer erfolgreicher Jagdflieger sind mit der Camel verbunden, darunter Raymond Collishaw, Donald MacLaren und Henry Winslow Woollett. Major William George Barker erzielte insgesamt 52 Abschüsse, davon 44 in der Camel mit der Seriennummer B6313, die meisten davon in Italien im Kampf gegen Österreich-Ungarn. Seine B6313 gilt daher als das erfolgreichste Einzelflugzeug des Ersten Weltkrieges.

### Nachtjäger
Als Nachtjäger begann der Einsatz der Camel im August 1917 mit der Umrüstung der No. 44 Squadron, RFC unter Major Gilbert Ware Murlis-Green auf dem Flugplatz Hainault Farm nordwestwärts von London. In der Nacht vom 3. auf den 4. September starteten Major Murlis-Green, Captain C.J.Q. Brand und Lieutenant C.C. Banks erstmals bei Nacht gegen eine Formation von Gotha-Bombern über Südostengland und bewiesen damit die Nachtflugtauglichkeit der Camel. in der Nacht des 25. Januar 1918 gelang es Captain G.H. Hackwill Second Lieutenant C.C. Banks erstmals einen Gotha-Bomber bei Wickford ostwärts London brennend abzuschießen.

### Jagdbomber
Die Camel wurde nicht nur als Jagdflugzeug eingesetzt, sondern auch etwa bei den Schlachten bei Ypern und Cambrai durch Aufhängung von vier 9-kg-Cooper-Bomben als tieffliegendes Erdkampfflugzeug und Jagdbomber eingesetzt. Die Bombenaufhängung des Typs „Carrier, 4-20 lb., Mk.1“ erlaubte alternativ auch die Zuladung vier von 9-kg-Hales- oder 7-kg-H.E.-R.L.-Bomben oder, nach entsprechender Anpassung, von 18-kg-Phosphorbomben oder einer 51-kg-H.E.-R.L.-112-lb-Bombe, deren Abwurf der Pilot ohne Zielvorrichtung und daher am besten im Sturzflug auf das Ziel durch einen Hebel ausgelöste.
Am 10. Oktober 1917 bombardierten die Camels der RFC-Squadrons No. 28 und 70 einen den feindlichen Flugplatz in Rumbeke und zerstörten dabei mindestens fünf Flugzeuge.
Während der Schlacht von Cambrai Ende November 1917 zeichneten sich die D.H.5. und die Camel der Squadrons 3 und 46 durch zahlreiche Bodenangriffe gegen feindliche Batterien in Flesquières, in den Wäldern von Lateau und Vaucelles, die Truppen und Geschützstellungen in Wald von Bourlon und Fontaine-Notre Dame aus, verloren dabei allerdings bei fast Drittel ihrer Flugzeuge.
Um die schweren Verluste bei diesen riskanten Einsätzen zu vermindern wurde die Sopwith Camel B9278 gepanzert und mit vier starr nach unten gerichteten Tieffliegerversion MG versehen im März 1918 als Sopwith TF.1 in Frankreich erprobt. Die TF.1 kam nicht zur Serienfertigung, deren Weiterentwicklung zur Sopwith TF.2 Salamander ging noch kurz vor Kriegsende in Produktion.
Auch bei Nachtbombereinsätzen bewährte sich die Camel: Die Squadron No. 151, RAF, die in den letzten Kriegsmonaten vom Flugplatz Vignacourt aus operierte, bombardierte nachts deutsche Flugplätze und zerstörte dabei mindestens sechzehn deutsche Bomber ohne eigene Verluste.

### Bordflugzeug
Am 19. Juli 1918 starteten vom ersten Flugzeugträger Furious sieben mit Bomben beladene 2F.1 Camel zum Angriff auf die deutschen Luftschiffhallen in Tondern. Bei dem Angriff wurden die Luftschiffe L 54 und L 60 samt ihren Hallen zerstört. Dies war der erste Luftangriff durch Trägerflugzeuge in der Geschichte. Bei Kriegsende wurden 2F.1 Camel als Bordflugzeug von fünf Flugzeugträgern, zwei Schlachtschiffen und 29 Kreuzern der Royal Navy eingesetzt.

### Testflugzeug
Bis Kriegsende diente die Sopwith Camel aufgrund ihrer Vielseitigkeit auch als Testflugzeug für zahlreiche Versuche und Modifikationen, etwa zur Erprobung der selbstdichtenden Imber-Benzintanks oder der Calthrop „Guardian Angel“-Fallschirmgurte, der Erprobung größerer Leitwerke und Seitensteuer, der Verschiebung der Tragflächen weiter nach hinten, oder es wurden Flugmanöver wie das Rollen oder der Rückenflug geübt.

### Einsatzländer
- Australien: Einsatz durch die No. 4 Squadron, Australian Flying Corps (AFC9) und die No. 8 Training Squadron, AFC
- Belgien: Einsatz von 36 Camel mit Clerget-Motoren durch vier Escadrilles der Aviation Militaire Belge
- Estland: Einsatz einer Sopwith 2F.1 bei der estnischen Fliegertruppe
- Griechenland: Einsatz von sechs Sopwith Camel durch Piloten der Königlich-Griechischen Marine an der Salonikifront
- Kanada: Eine Anzahl von Sopwith Camel wurde nach dem Krieg nach Kanada verschifft und noch bis Mitte der 20er Jahre von der kanadischen Luftwaffe verwendet.
- Lettland: Einsatz von drei Sopwith 2F.1 bei der lettischen Fliegertruppe
- Polen: Einsatz im durch Piloten der Eskadra Kosciuszkowska im Polnisch-Sowjetischen Krieg 1920
- Vereinigte Staaten: im Juni 1918 wurden 143 von Boulton & Paul gebaute Sopwith F.1 Camel, teils mit 130 PS (96 kW) Clerget-Motoren versehen, teils mit 150 PS (110 kW) Gnome-Monosoupape-Motoren nachgerüstet, von der 17th, 41st, 148th und 185th Aero Squadron des American Expeditionary Forces (AEF) eingesetzt.[15] Nach dem Krieg wurden mindestens sechs Camels als Bordflugzeuge auf der Texas, der Arizona und der Arkansas mitgeführt.

## Technische Daten

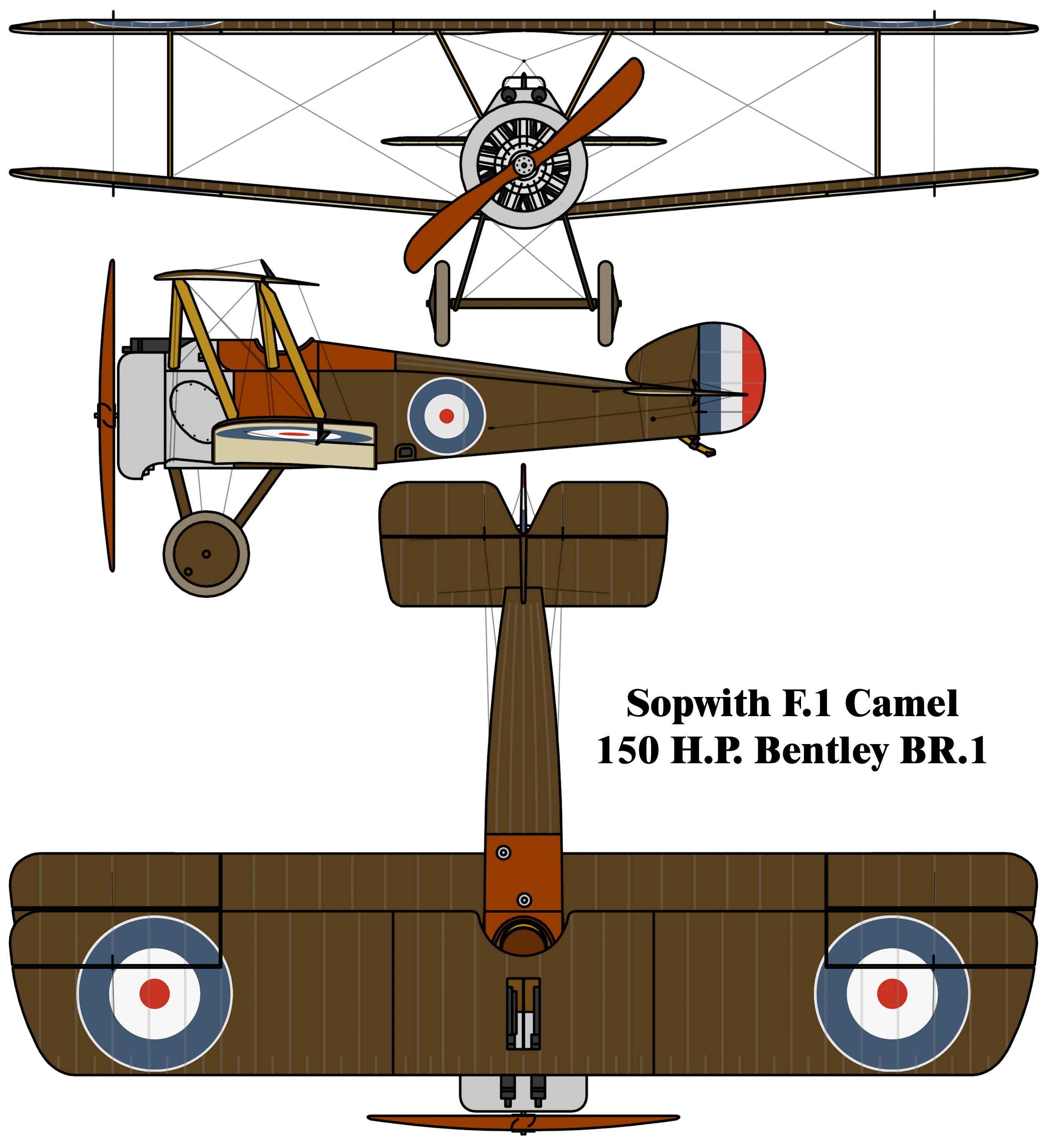
Dreiseitenansicht Sopwith F.1

| Kenngröße                       | Daten                                                            | Sopwith 2F.1                                                                     |
| ------------------------------- | ---------------------------------------------------------------- | -------------------------------------------------------------------------------- |
| Besatzung                       | 1                                                                | 1                                                                                |
| Länge                           | 5,72 m                                                           | 5,72 m                                                                           |
| Spannweite                      | 8,53 m                                                           | 8,20 m                                                                           |
| Höhe                            | 2,59 m                                                           | 2,77 m                                                                           |
| Flügelfläche                    | 21,45 m²                                                         | 18,58 m²                                                                         |
| Leermasse                       | 421 kg                                                           | 694                                                                              |
| max. Startmasse                 | 659 kg                                                           | 653 kg                                                                           |
| Höchstgeschwindigkeit in 2000 m | 185 km/h                                                         | 200 km/h                                                                         |
| Dienstgipfelhöhe                | 5791 m                                                           | 5273 m                                                                           |
| Reichweite                      | 230 km                                                           | 250 km                                                                           |
| Flugdauer                       | 2:30 h                                                           | 2:30 h                                                                           |
| Triebwerke                      | 1 ×130 PS (96 kW) Clerget 9B Umlaufmotor                         | 1 ×150 PS (110 kW) BR.1 Bentley Umlaufmotor                                      |
| Bewaffnung                      | zwei synchronisierte Vickers-MGs, bis zu vier 9-kg-Cooper-Bomben | 1 synchronisiertes Vickers-MG, 1 Lewis-MGs auf dem Oberflügel, zwei 23-kg-Bomben |

### Leistungsvergleich
Leistungsvergleich von Jagdeinsitzern im Fronteinsatz zum Ende des Ersten Weltkriegs:
| Name                   | Staat                  | Erstflug   | Indienststellung | Motorleistung | max. Geschwindigkeit | Startmasse | Bewaffnung (MG) | Gipfelhöhe | Stückzahl |
| ---------------------- | ---------------------- | ---------- | ---------------- | ------------- | -------------------- | ---------- | --------------- | ---------- | --------- |
| Albatros D.III         | Deutsches Reich        | 01.08.1916 | 15.01.1917       | 170 PS        | 165 km/h             | 886 kg     | 2               | 5.500 m    | 1352      |
| S.E.5a                 | Vereinigtes Königreich | 22.11.1916 | 15.03.1917       | 200 PS        | 222 km/h             | 880 kg     | 2               | 5.185 m    | 5205      |
| Sopwith Camel          | Vereinigtes Königreich | 31.12.1916 | 15.06.1917       | 130 PS        | 185 km/h             | 659 kg     | 2               | 5.791 m    | 5490      |
| Sopwith Dolphin        | Vereinigtes Königreich | 23.03.1917 | 15.02.1918       | 200 PS        | 211 km/h             | 890 kg     | 2               | 6.100 m    | 2072      |
| Albatros D.Va          | Deutsches Reich        | 15.04.1917 | 15.07.1917       | 185 PS        | 187 km/h             | 937 kg     | 2               | 6.250 m    | 2562      |
| Pfalz D.IIIa           | Deutsches Reich        | 15.04.1917 | 15.08.1917       | 180 PS        | 181 km/h             | 834 kg     | 2               | 6.000 m    | 750       |
| SPAD S.XIII            | Frankreich             | 30.04.1917 | 31.05.1917       | 220 PS        | 222 km/h             | 820 kg     | 2               | 6.650 m    | 8472      |
| Nieuport 28            | Frankreich             | 14.06.1917 | 15.03.1918       | 160 PS        | 195 km/h             | 740 kg     | 2               | 5.200 m    | 300       |
| Fokker Dr.I            | Deutsches Reich        | 05.07.1917 | 01.09.1917       | 130 PS        | 160 km/h             | 585 kg     | 2               | 6.500 m    | 420       |
| Sopwith Snipe          | Vereinigtes Königreich | 31.10.1917 | 30.08.1918       | 230 PS        | 195 km/h             | 955 kg     | 2               | 6.100 m    | 497       |
| L.F.G. Roland D.VIa    | Deutsches Reich        | 30.11.1917 | 15.05.1918       | 160 PS        | 190 km/h             | 820 kg     | 2               | 5.500 m    | 353       |
| Siemens-Schuckert D.IV | Deutsches Reich        | 31.12.1917 | 15.08.1918       | 160 PS        | 190 km/h             | 735 kg     | 2               | 8.000 m    | 123       |
| Fokker D.VII           | Deutsches Reich        | 24.01.1918 | 15.04.1918       | 180 PS        | 189 km/h             | 910 kg     | 2               | 6.000 m    | 800       |
| Fokker D.VIIF          | Deutsches Reich        | 24.01.1918 | 15.04.1918       | 226 PS        | 205 km/h             | 910 kg     | 2               | 7.000 m    | 200       |
| Pfalz D.VIII           | Deutsches Reich        | 24.01.1918 | 15.09.1918       | 160 PS        | 190 km/h             | 740 kg     | 2               | 7.500 m    | 120       |
| Pfalz D.XII            | Deutsches Reich        | 31.03.1918 | 15.07.1918       | 160 PS        | 180 km/h             | 902 kg     | 2               | 5.640 m    | 750       |
| Fokker D.VIII          | Deutsches Reich        | 31.05.1918 | 31.07.1918       | 110 PS        | 204 km/h             | 605 kg     | 2               | 6.300 m    | 289       |

## Bilder

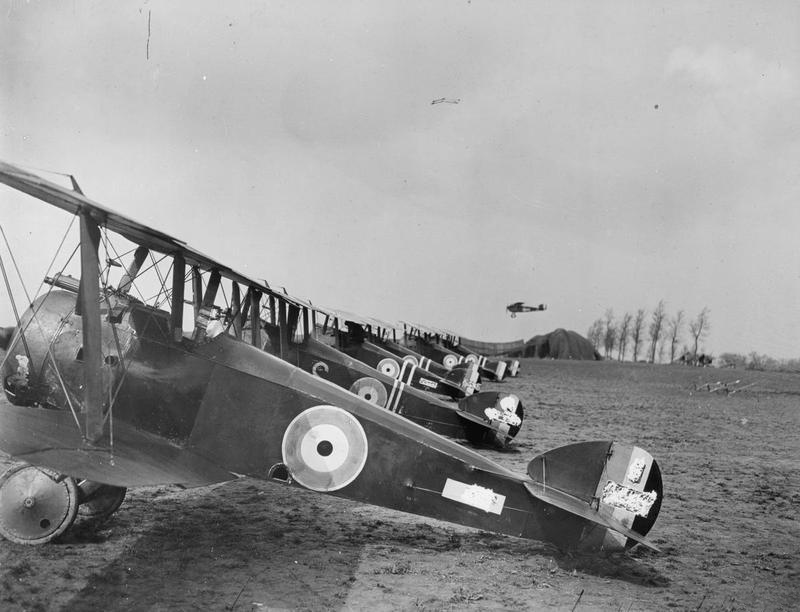
Camels der No.32 Squadron in Humières aerodrome am 6. April 1918
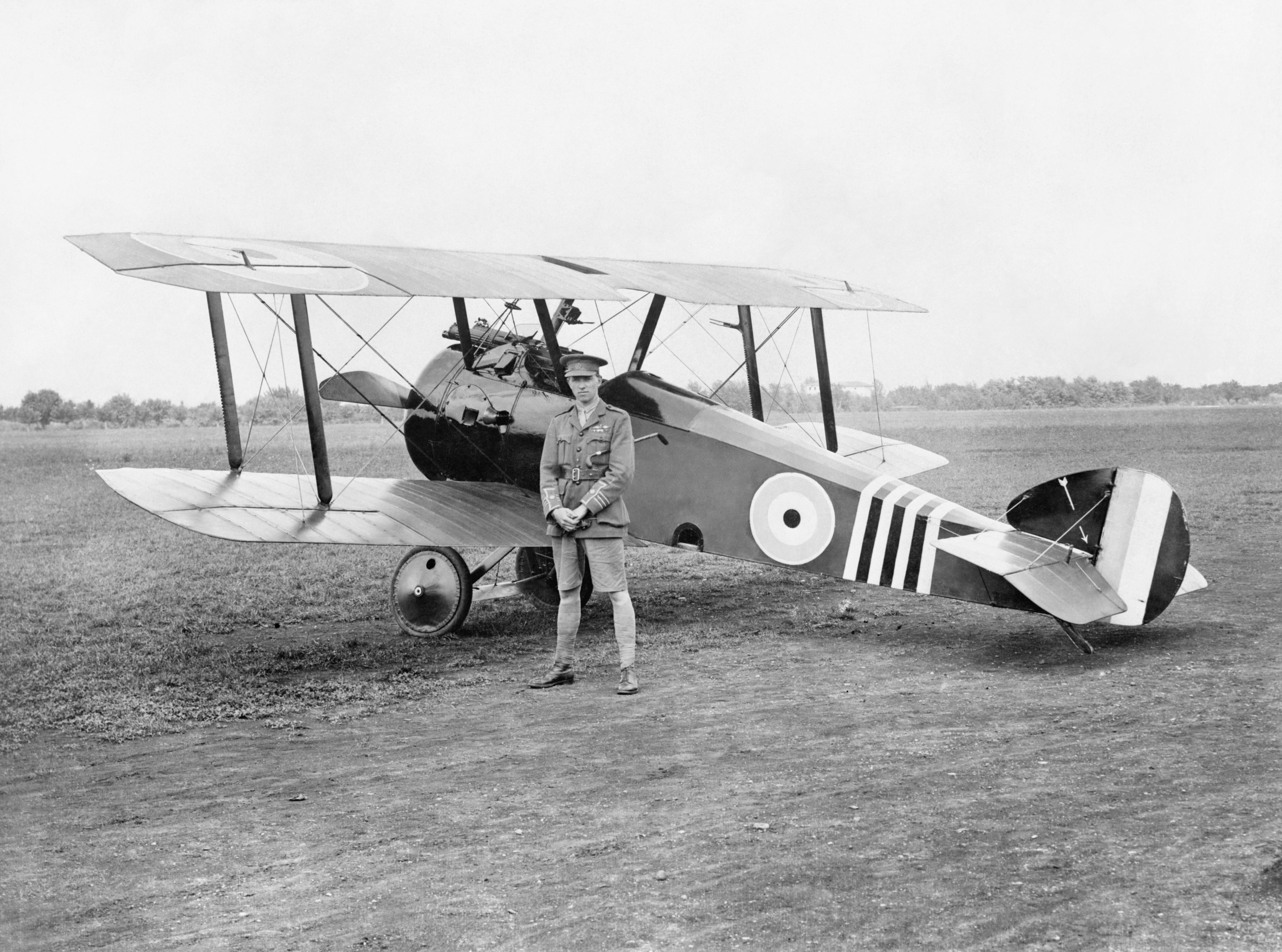
Sopwith Camel des kanadischen Kampffliegers William George Barker
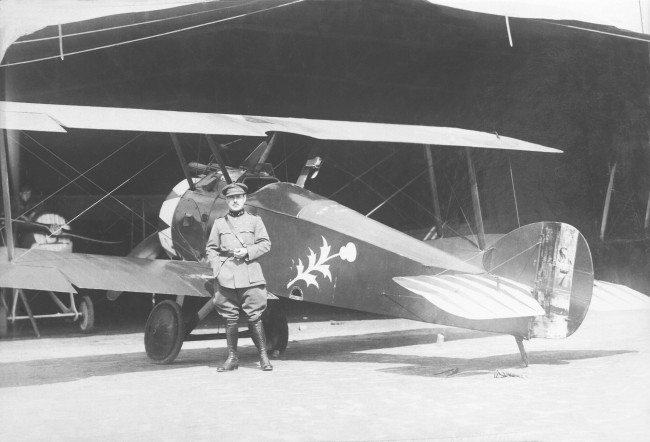
Der belgische Jagdflieger Jan Olieslagers mit seiner Camel
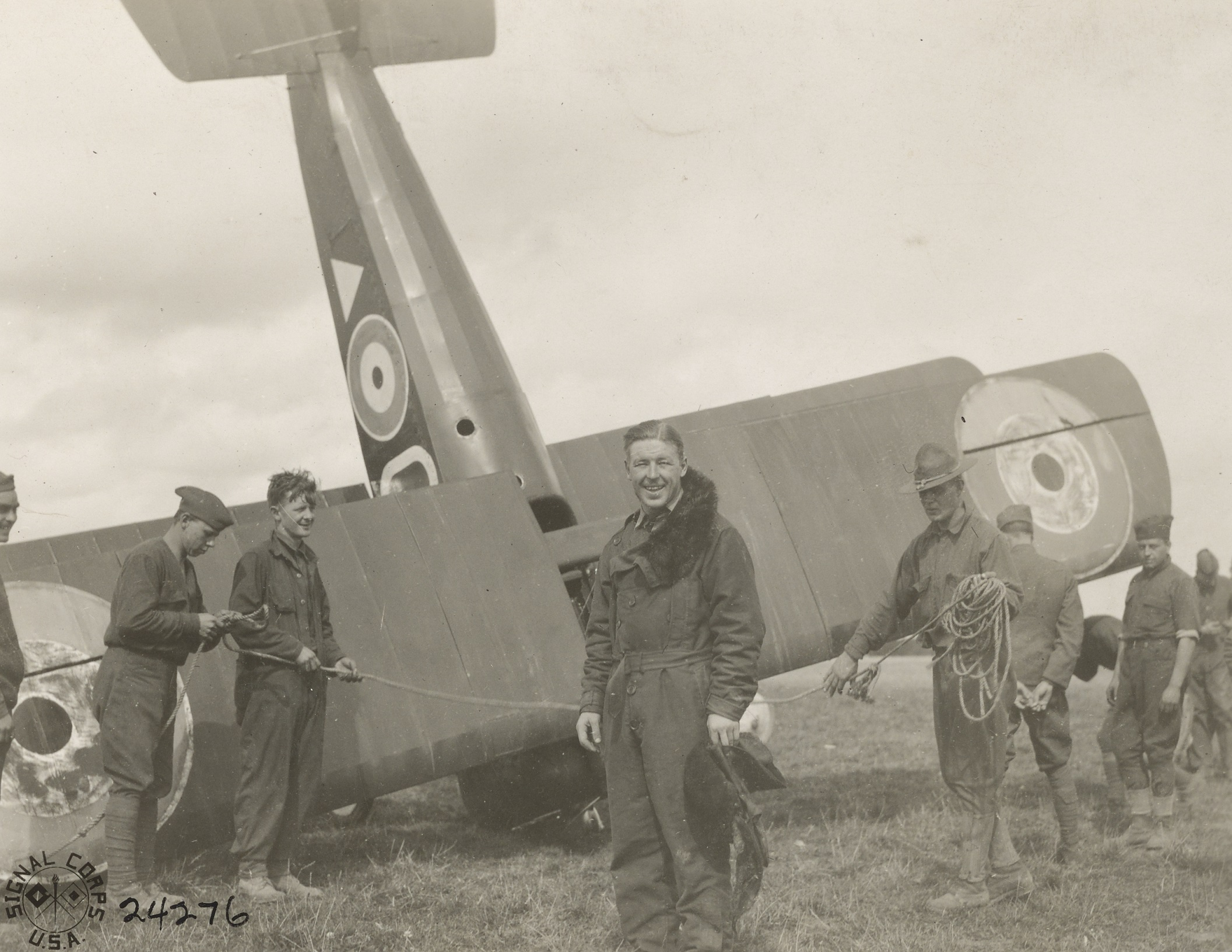
Lt. Elliott W. Springs von der 148th American Aero Squadron nach einer Bruchlandung mit seiner Camel
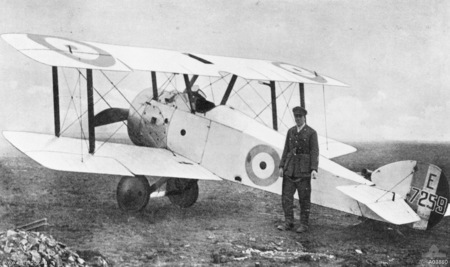
Captain Malley mit einer Camel der No. 5 (Training) Squadron
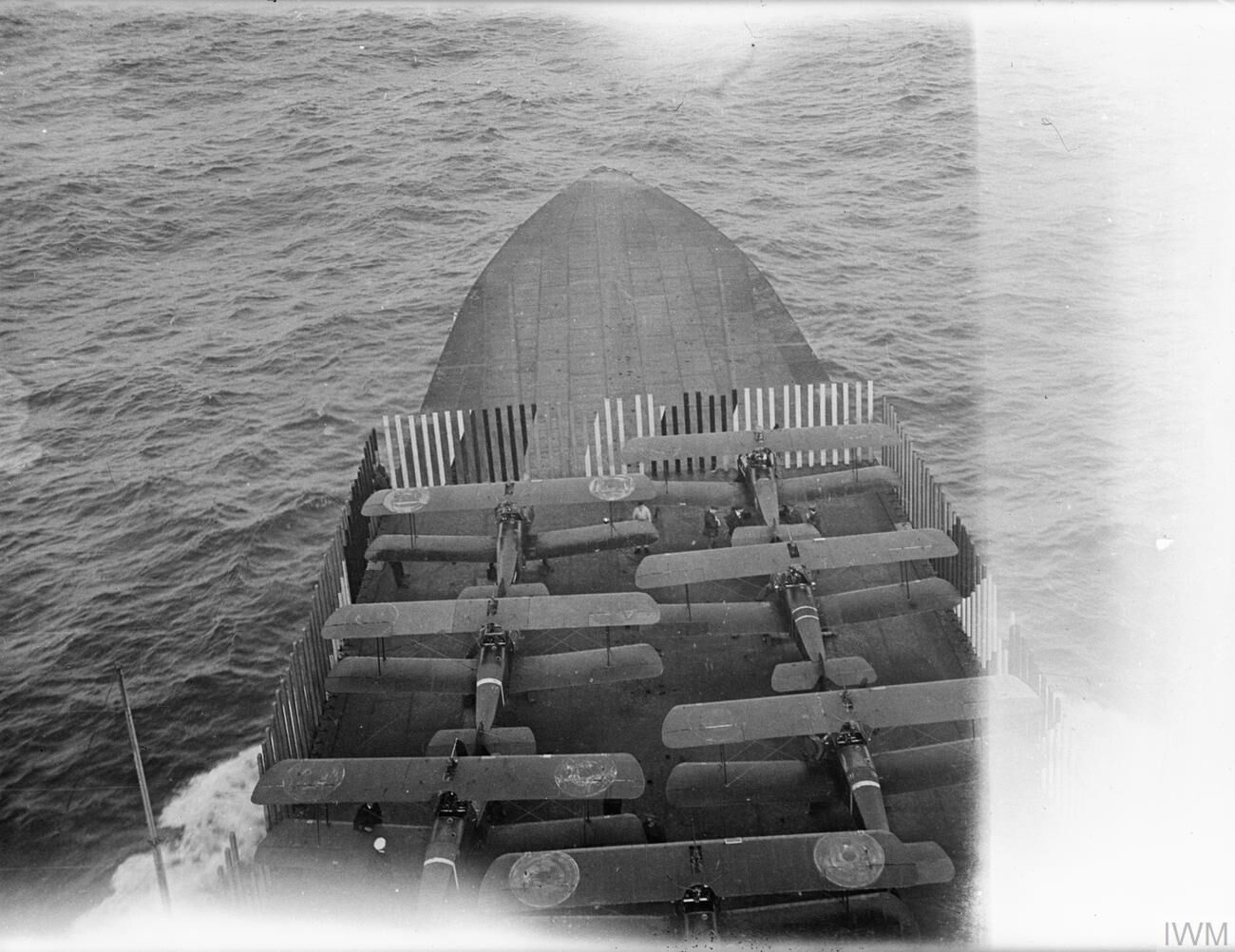
Flugzeugträger HMS Furious mit Camel-Bordflugzeugen vor dem Angriff auf Tondern im Juli 1918
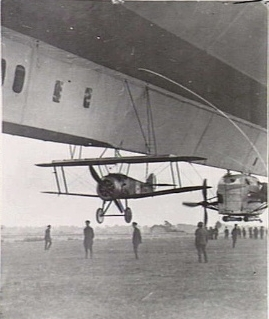
Erprobung der Sopwith Camel N6814 als Bordflugzeug des Luftschiffs HMA R.23
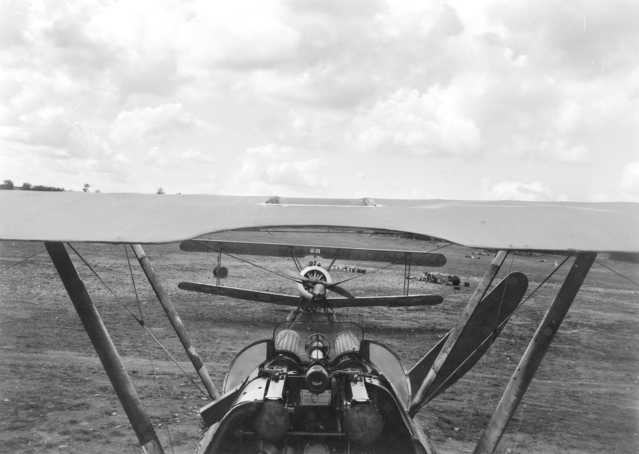
Blick aus dem Cockpit
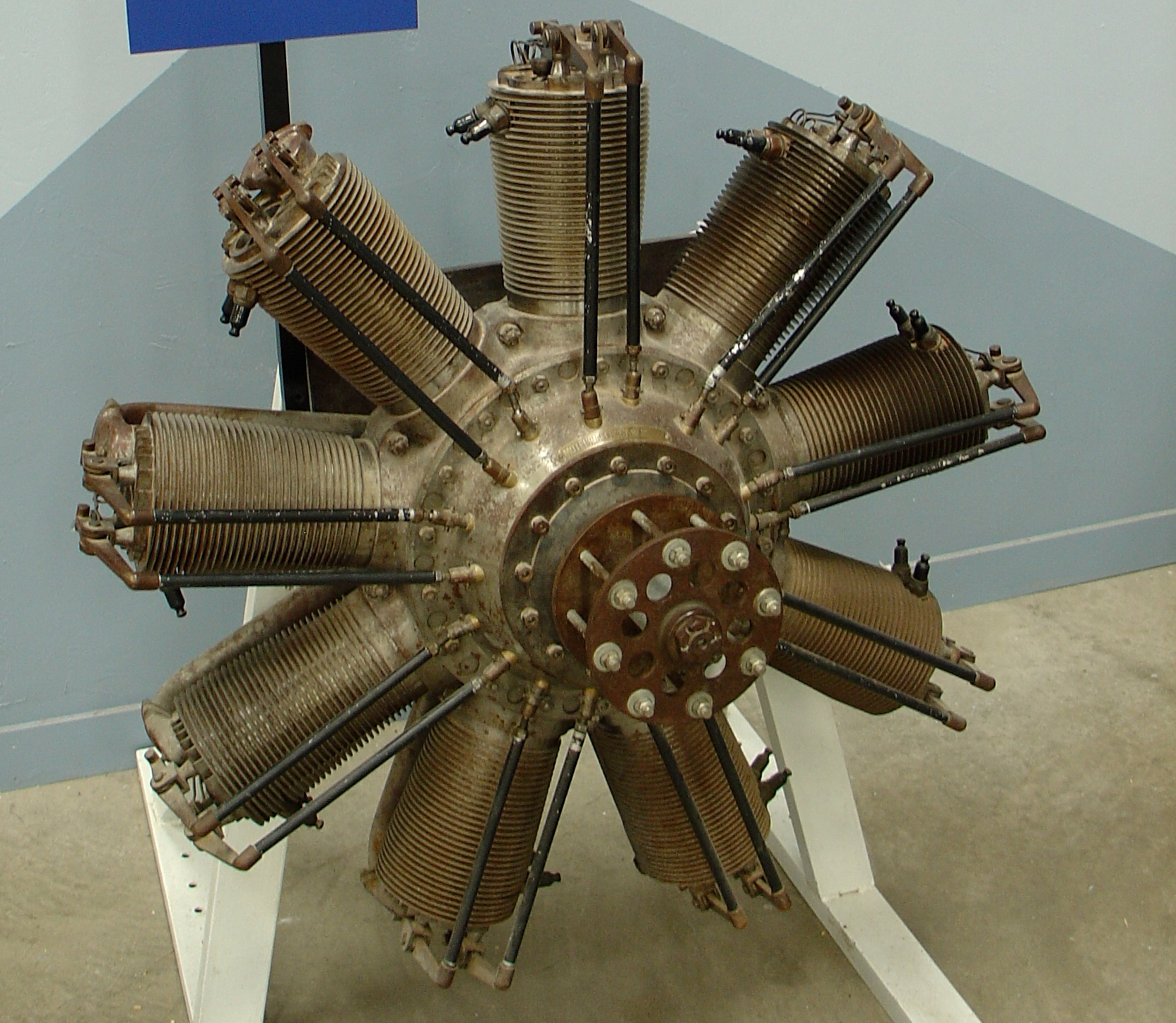
9-Zylinder-Umlaufmotor Clerget 9 B

## Erhaltene Flugzeuge und Nachbauten

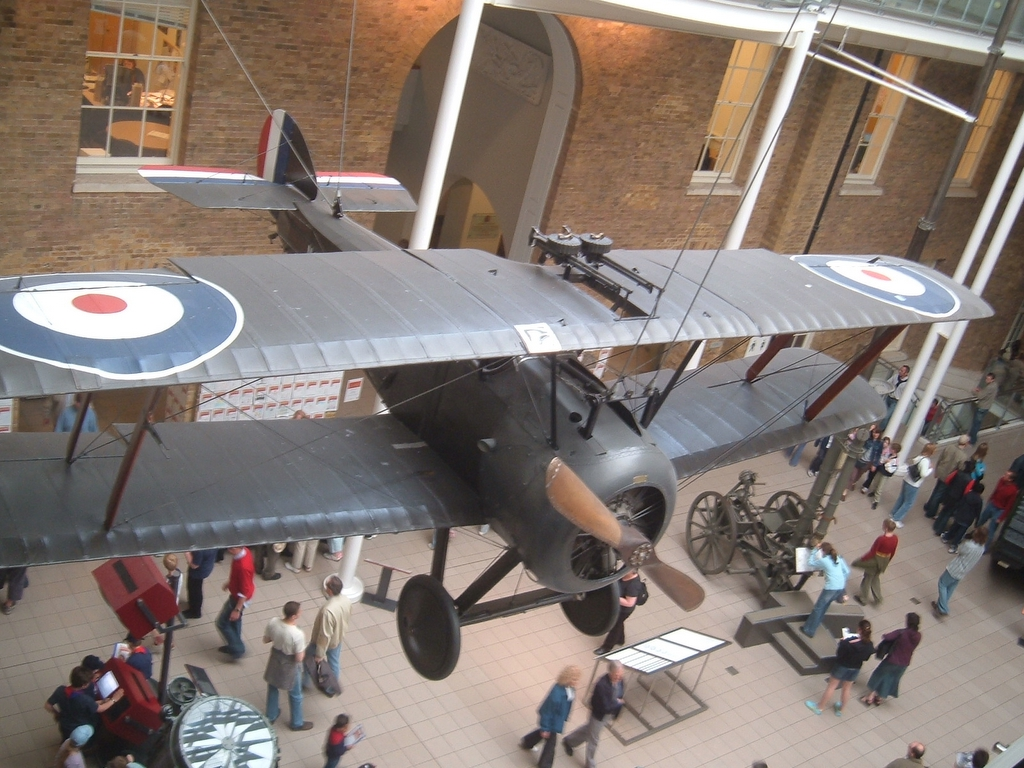
Sopwith Nachtjäger mit doppeltem Lewis-MG auf der oberen Tragfläche, Imperial War Museum, London
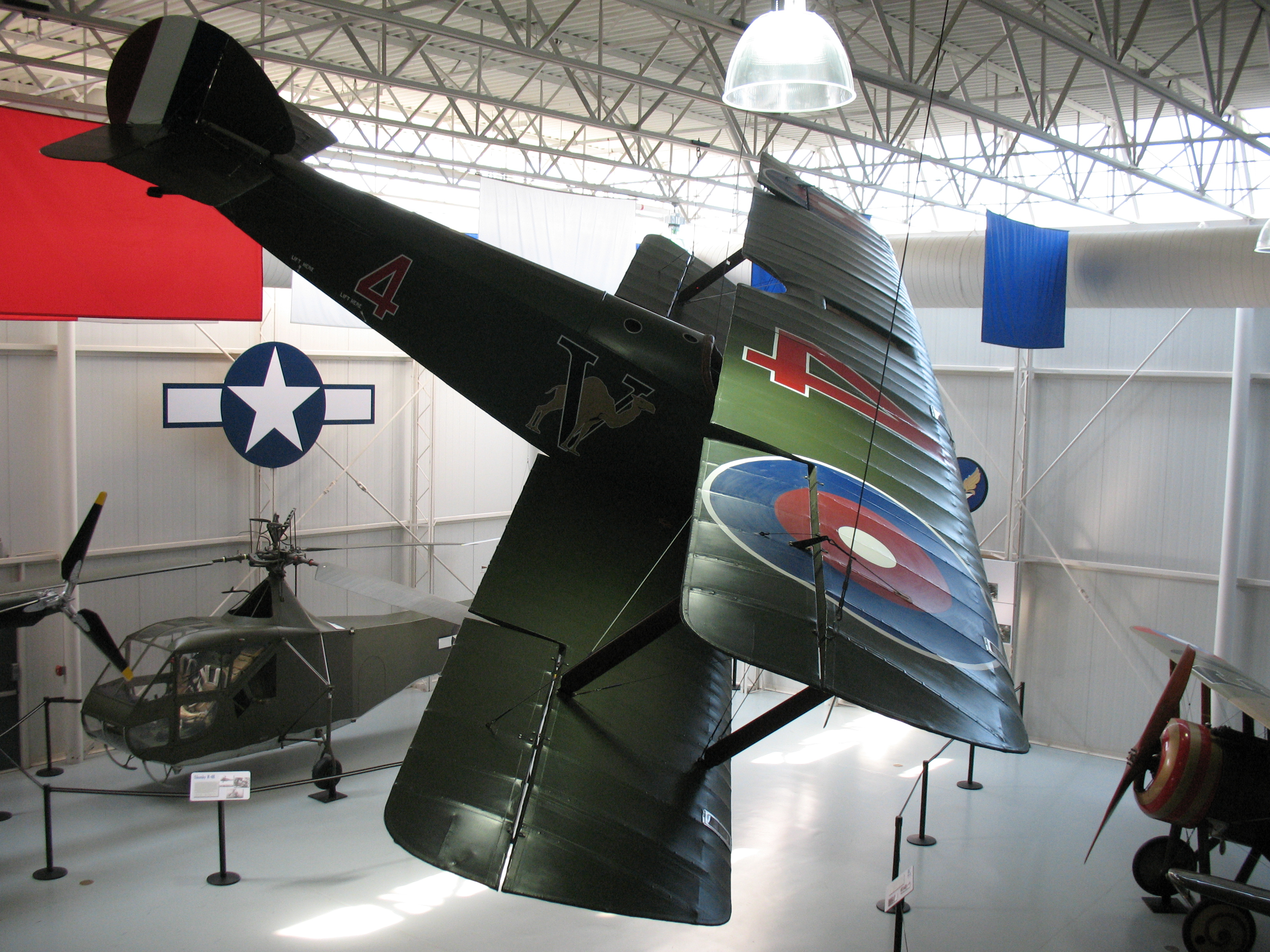
Sopwith Camel der AEF im US Army Aviation Museum in Fort Novosel, Alabama
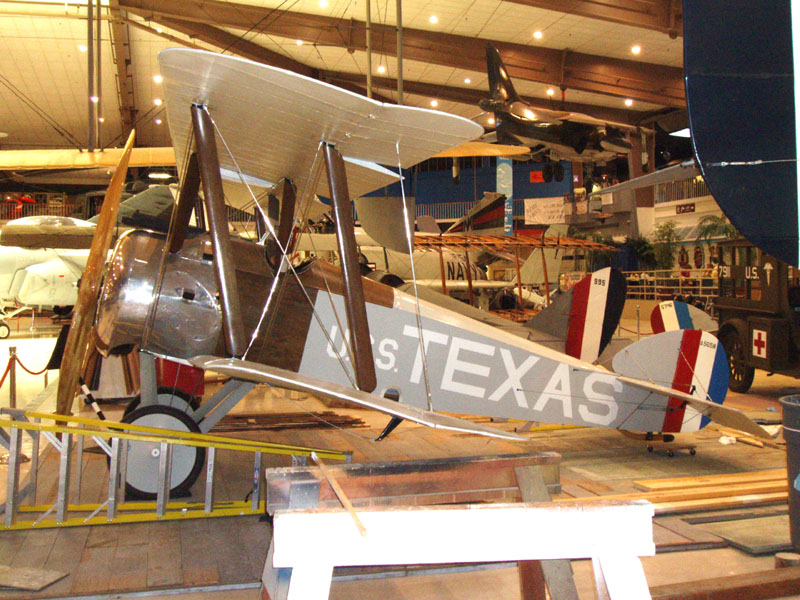
Sopwith Camel der US Navy im Naval Aviation Museum Pensacola
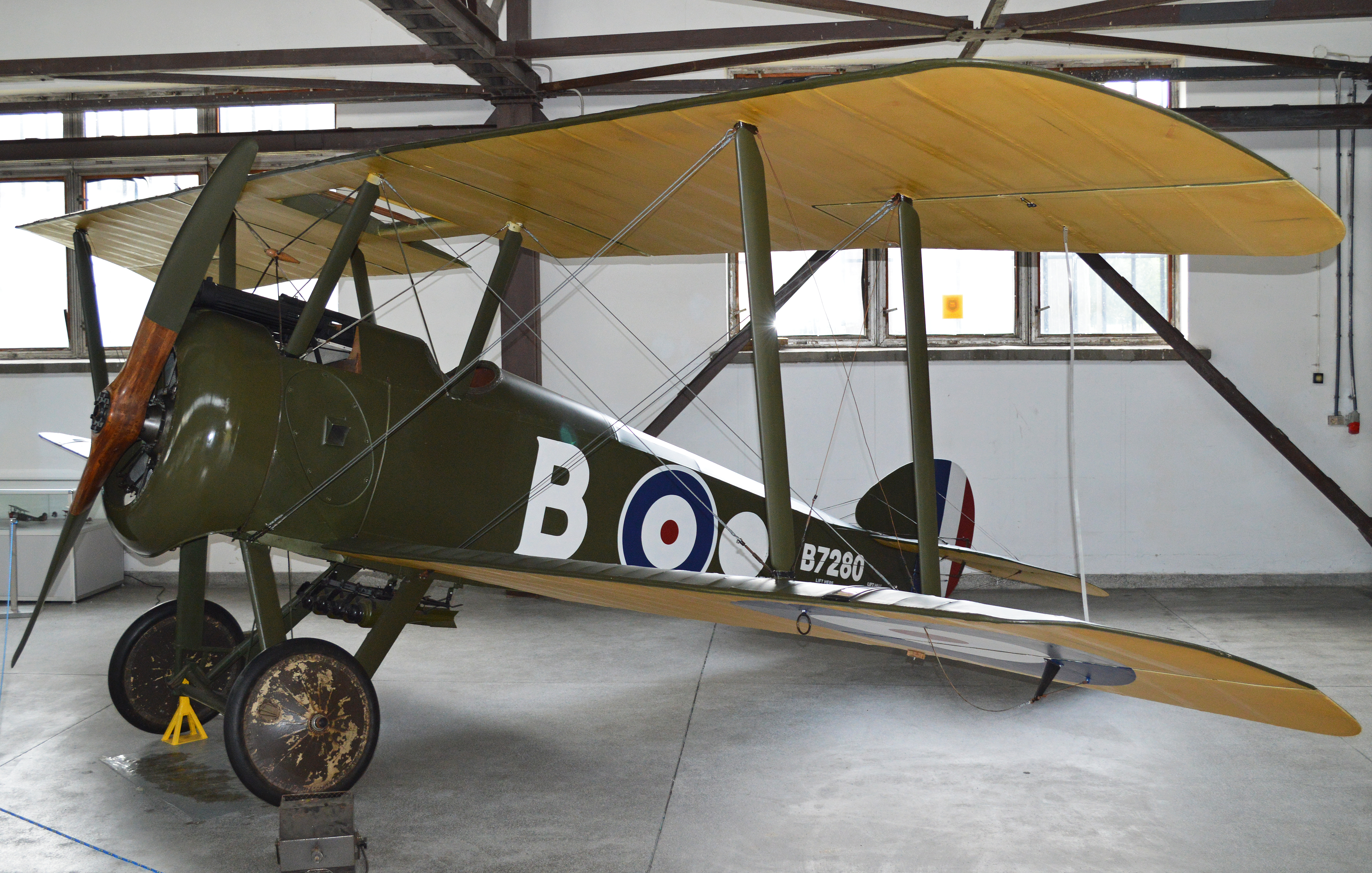
Sopwith Camel im polnischen Luftfahrtmuseum in Krakau
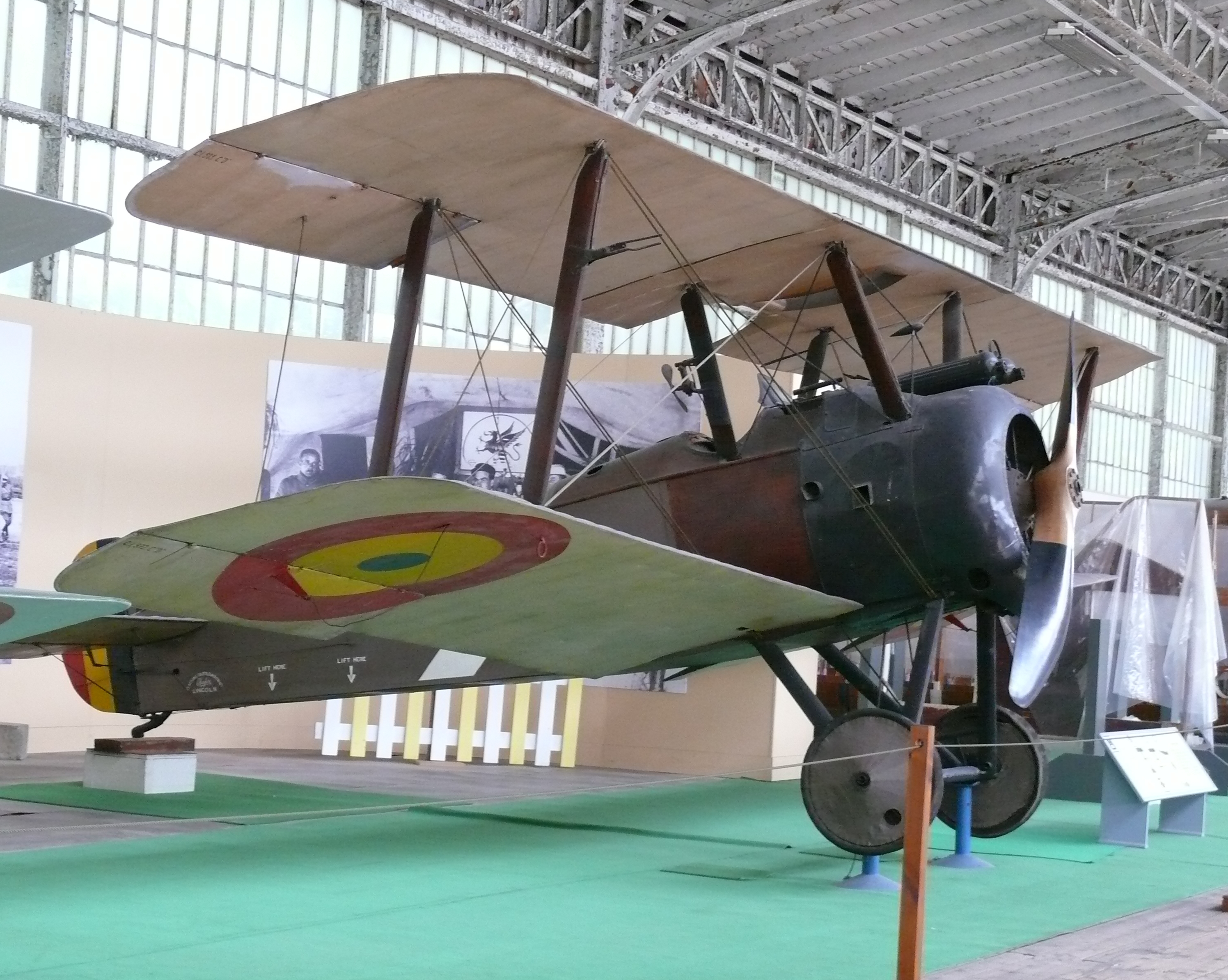
Sopwith Camel im Königlichen Militärmuseum in Brüssel. Deutlich erkennbar ist der kleine Propeller an der rechten Innenstrebe zum Antrieb der Rotherham-Benzinpumpe. Deren Position wurde ab August 1918 an eine Fahrwerksstrebe verlegt.
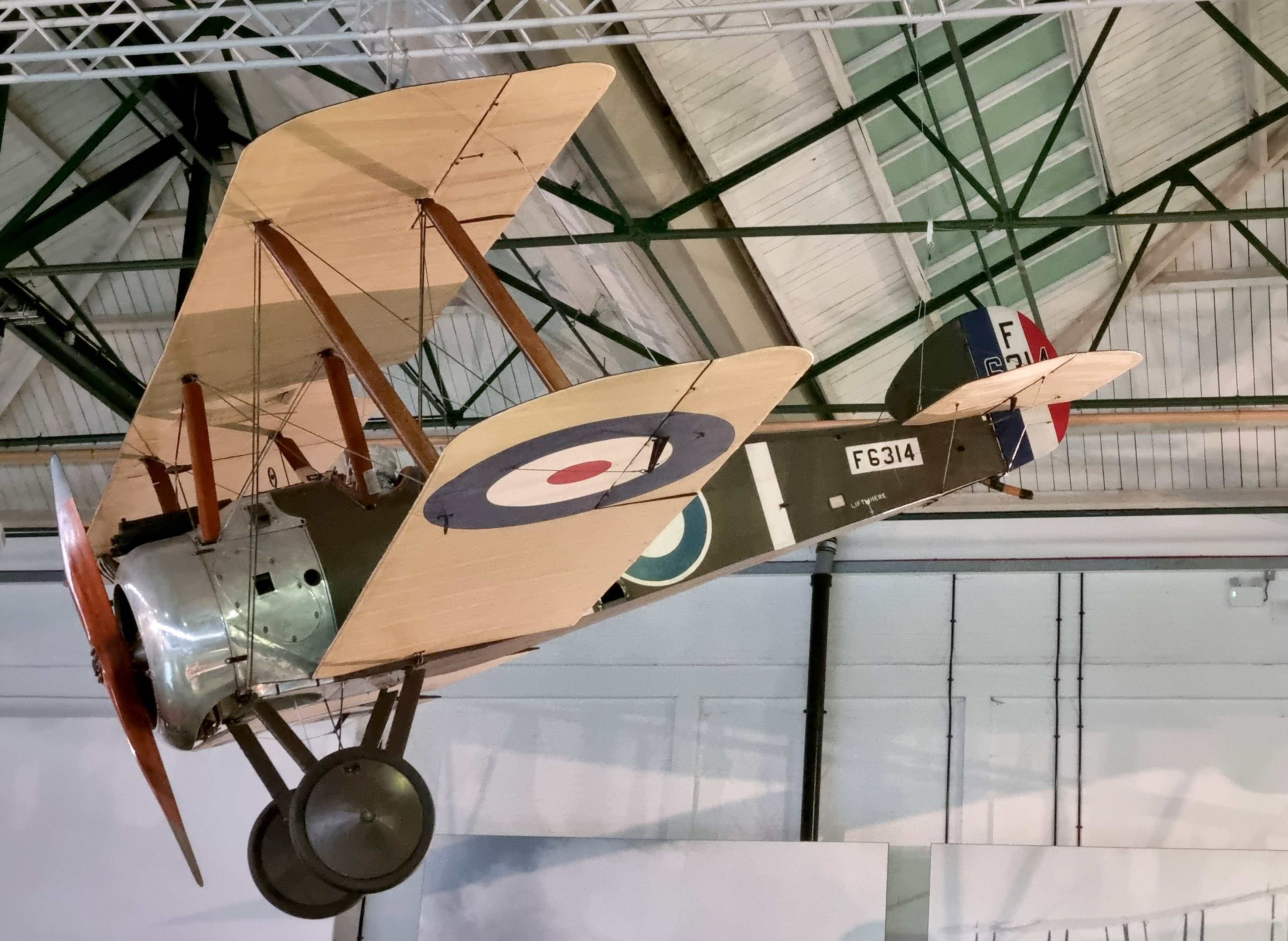
Sopwith Camel F.1 F6314 im RAF-Museum in Hendon
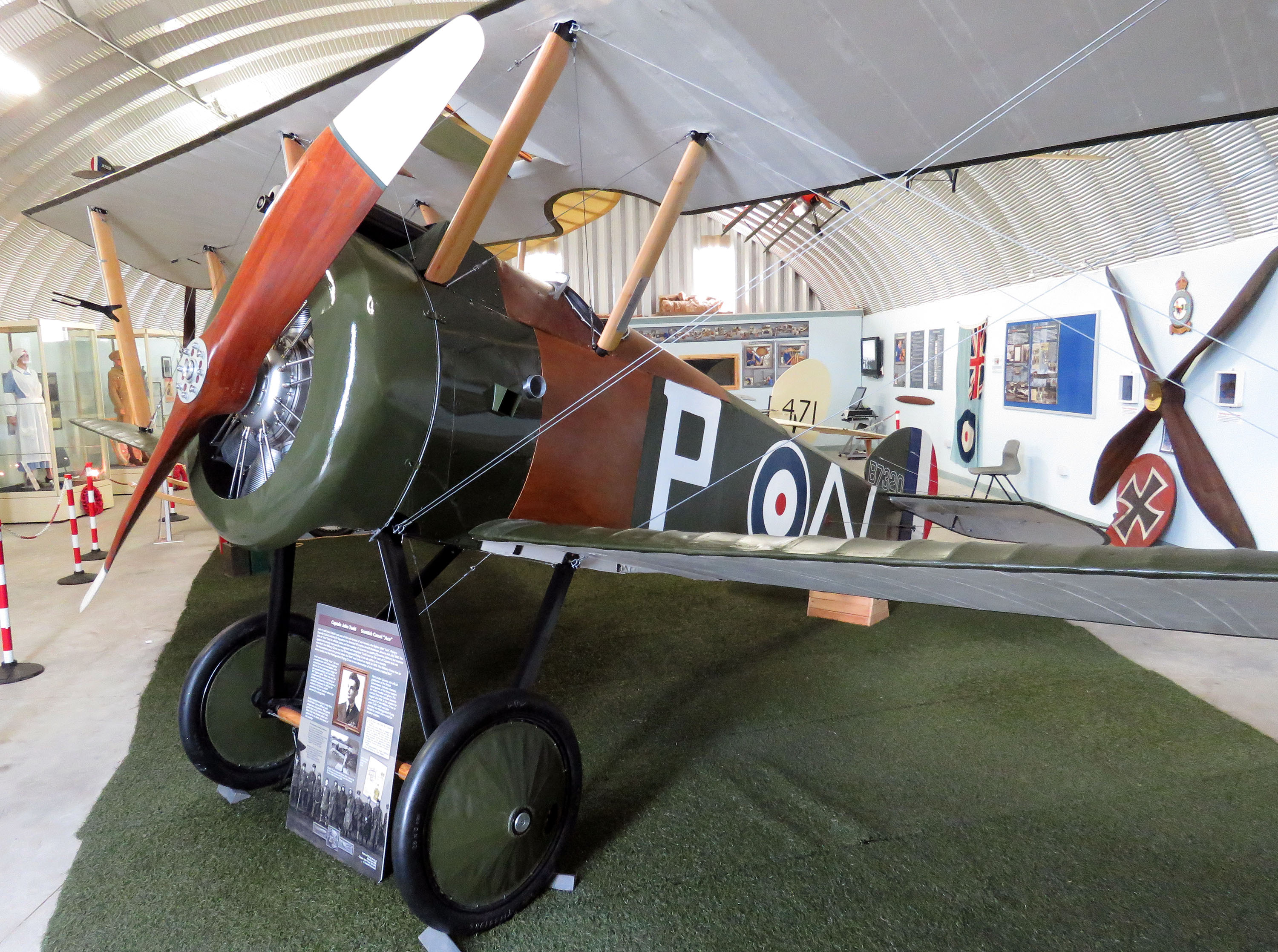
Nachbau einer Sopwith Camel Montrose Air Station Heritage Centre in Schottland
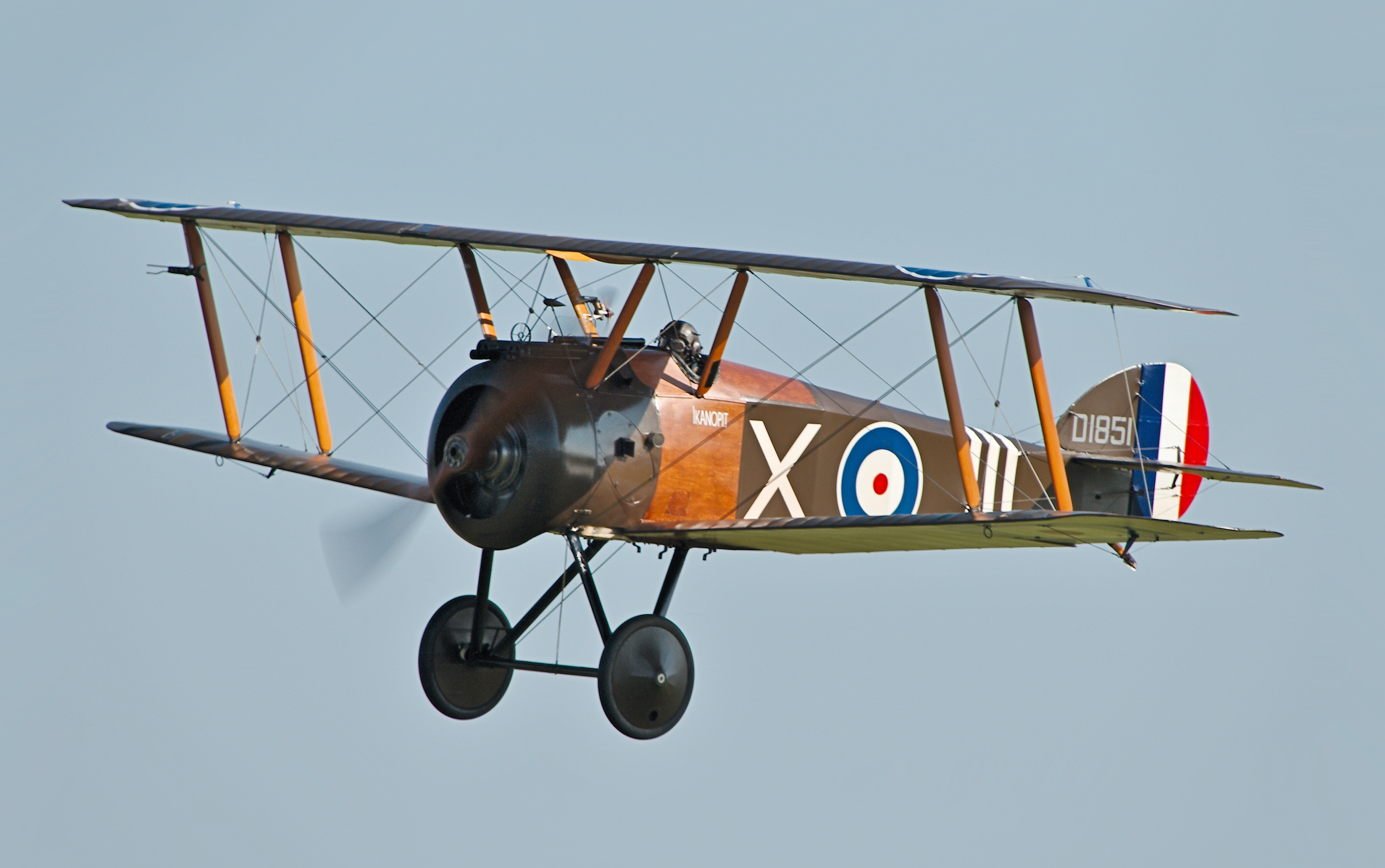
Camel-Nachbau, die nach oben abgewinkelten unteren Tragflächen sind deutlich zu erkennen.
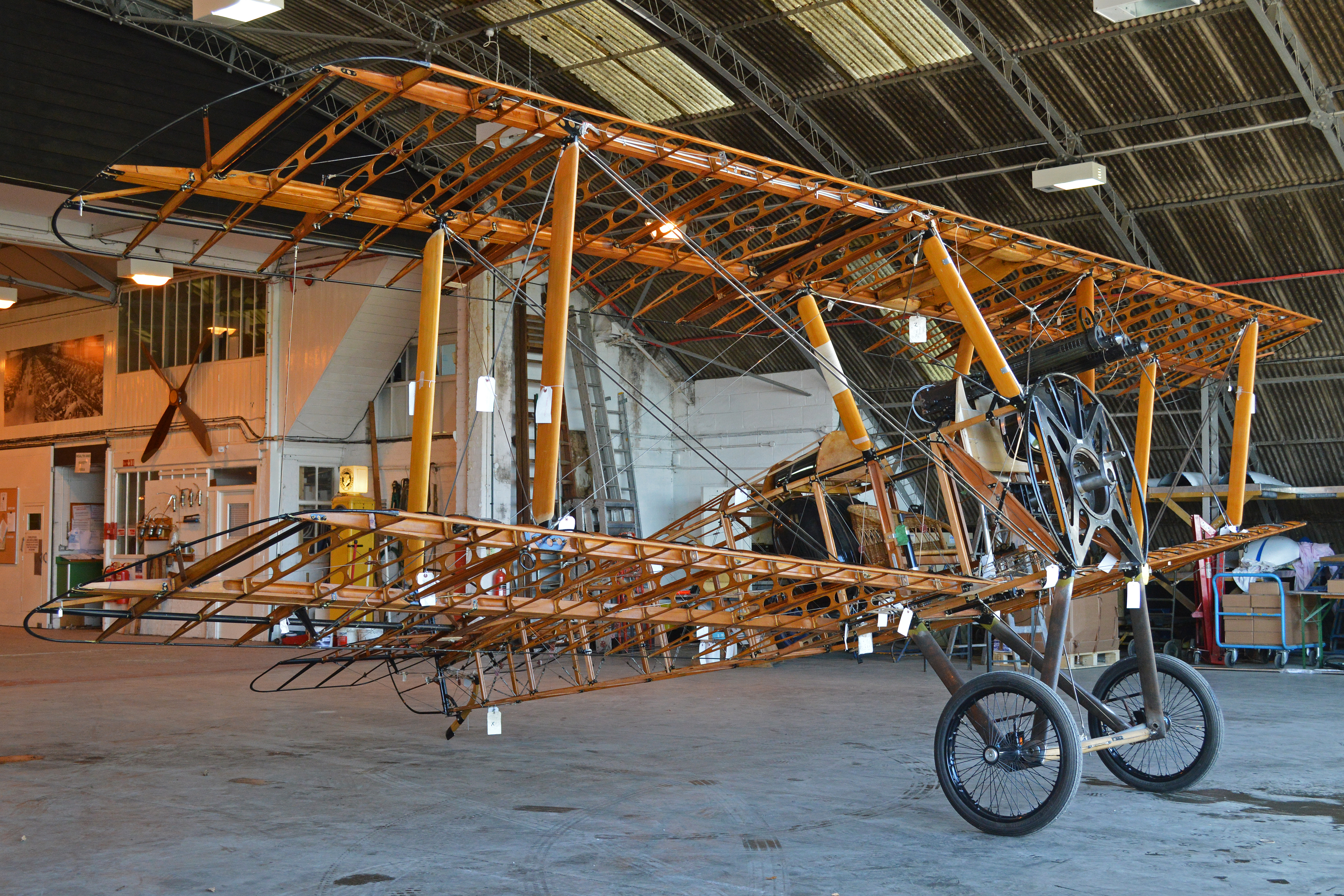
Camel Nachbau mit noch offener Rumpf- und Tragflächenkonstruktion.

## Rezeption
Die Sopwith Camel spielt in der Comic-Serie Die Peanuts eine Rolle. Der Hund Snoopy verwendet sein Hundehaus als Sopwith Camel und bestreitet im Ersten Weltkrieg Luftkämpfe gegen den Roten Baron.
Die Sopwith Camel wird mehrfach im Buch Percy Jackson – Der Fluch des Titanen von Rick Riordan erwähnt.
Die Sopwith Camel wurde im Microsoft Flight Simulator 3.0 gewürdigt.